# Stilettflugor
Stilettflugor (Therevidae) är en familj av tvåvingar. Stilettflugor ingår i ordningen tvåvingar, klassen egentliga insekter, fylumet leddjur och riket djur. Enligt Catalogue of Life omfattar familjen Therevidae 1130 arter. 

## Bildgalleri

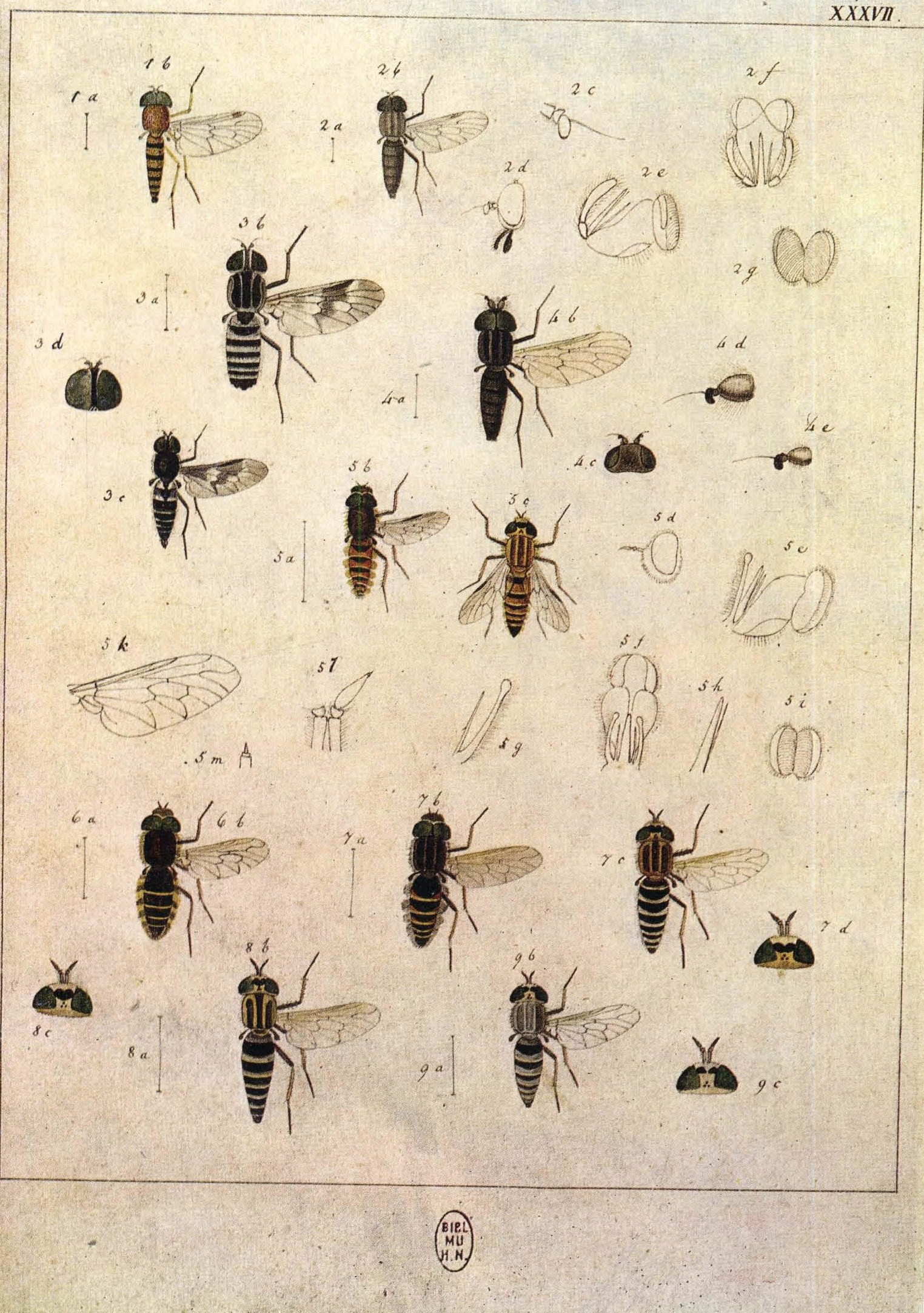
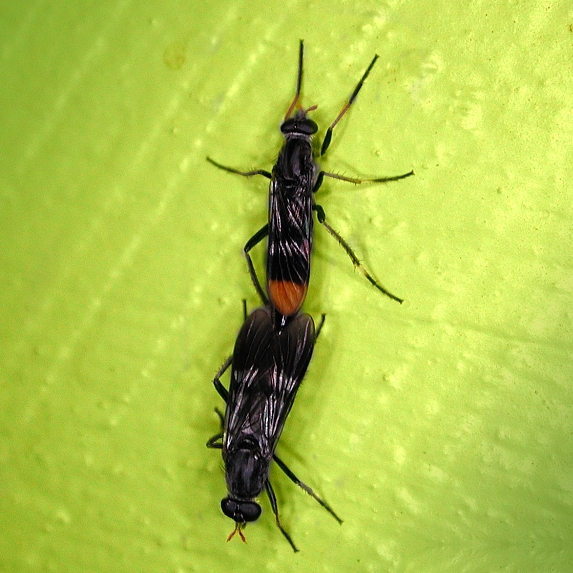

## Dottertaxa till stilettflugor, i alfabetisk ordning[1][2]
- Acantothereva
- Acathrito
- Acatopygia
- Acraspisa
- Acraspisoides
- Acrosathe
- Actenomeros
- Actorthia
- Acupalpa
- Agapophytus
- Ammonaios
- Ammothereva
- Amplisegmentum
- Anabarhynchus
- Anolinga
- Apenniverpa
- Araeopus
- Arenigena
- Argolepida
- Aristothereva
- Ataenogera
- Baryphora
- Belonalys
- Bibio
- Bonjeania
- Brachylinga
- Braunsophila
- Breviperna
- Bugulaverpa
- Caenophthalmus
- Ceratosathe
- Chromolepida
- Chrysanthemyia
- Cionophora
- Cliorismia
- Cochlodactyla
- Coleiana
- Cyclotelus
- Delphacura
- Dialineura
- Dichoglena
- Distostylus
- Ectinorhynchus
- Efflatouniella
- Elcaribe
- Entesia
- Euphycus
- Eupsilocephala
- Hemigephyra
- Henicomyia
- Hermannula
- Hoplosathe
- Iberotelus
- Insulatitan
- Irwiniella
- Johnmannia
- Laxotela
- Lindneria
- Litolinga
- Lyneborgia
- Lysilinga
- Manestella
- Megalinga
- Megapalla
- Megathereva
- Melanacrosathe
- Melanothereva
- Microgephyra
- Microthereva
- Nanexila
- Nebritus
- Neodialineura
- Neophycus
- Neotabuda
- Neotherevella
- Nesonana
- Nigranitida
- Notiothereva
- Orthactia
- Ozodiceromya
- Pachyrrhiza
- Pallicephala
- Pandivirilia
- Parapherocera
- Parapsilocephala
- Patanothrix
- Penniverpa
- Pentheria
- Peralia
- Pherocera
- Phycus
- Pipinnipons
- Procyclotelus
- Protothereva
- Pseudothereva
- Psilocephala
- Ptilotophallos
- Rhagioforma
- Ruppellia
- Salentia
- Schlingeria
- Schoutedenomyia
- Spinalobus
- Spiracolis
- Spiriverpa
- Squamopygia
- Stenogephyra
- Stenopomyia
- Stenosathe
- Tabuda
- Tabudamima
- Taenogera
- Taenogerella
- Thereva
- Winthemmyia
- Vomerina
- Xestomyza
- Xestomyzina